# قسم ايلان الشمالي الريفي (مقاطعة دهغلان)
قسم ايلان الشمالي الريفي (بالفارسية: دهستان ایلان شمالی) هي منطقة سكنية تقع في قسم في إيران. يقدر عدد سكانها بـ 6,169 نسمة .